# Caleb Antill
Caleb Antill (* 8. August 1995 in Canberra) ist ein australischer Ruderer. Er gewann 2021 die olympische Bronzemedaille im Doppelvierer.

## Sportliche Karriere
Antill gewann den Titel im Doppelvierer bei den U23-Weltmeisterschaften 2016. Im Jahr darauf trat er im Einer an und belegte den sechsten Platz bei den U23-Weltmeisterschaften 2017. 2018 rückte er in den australischen Doppelvierer in der Erwachsenenklasse auf. Caleb Antill, Campbell Watts, Alexander Purnell und David Watts belegten bei den Weltmeisterschaften in Plowdiw den zweiten Platz mit 1,20 Sekunden Rückstand auf den italienischen Doppelvierer und 0,77 Sekunden Vorsprung auf die drittplatzierten Ukrainer. 2019 trat Antill im Ruder-Weltcup mit dem Doppelvierer an, bei den Weltmeisterschaften in Linz/Ottensheim belegte er zusammen mit David Bartholot den zwölften Platz im Doppelzweier.
Nach der Zwangspause wegen der COVID-19-Pandemie trat der australische Doppelvierer bei den Olympischen Spielen in Tokio mit Jack Cleary, Caleb Antill, Cameron Girdlestone und Luke Letcher an. Das Boot belegte im Finale den dritten Platz mit 0,22 Sekunden Rückstand auf die Briten und 0,30 Sekunden Vorsprung auf die Polen. 2022 trat Antill mit David Bartholot im Doppelzweier an. Bei den Weltmeisterschaften in Račice u Štětí erreichten die beiden den dritten Platz hinter den Franzosen und den Spaniern.